# Премия имени Ивана Ефремова
Премия имени Ивана Антоновича Ефремова — премия за вклад в развитие и пропаганду фантастики. Вручается в Екатеринбурге на фестивале «Аэлита».

## История
Премия впервые была вручена на VI фестивале фантастики «Аэлита» в 1987 году и стала второй премией фестиваля. Однако в 2004 году оргкомитету фестиваля было предложено премию им. И. Ефремова упразднить, поскольку Совет по фантастике и приключениям Союза писателей России Архивная копия от 3 декабря 2013 на Wayback Machine учредил собственную премию с аналогичным названием Архивная копия от 3 декабря 2013 на Wayback Machine (по нескольким номинациям). С тех пор екатеринбургская премия вручается эпизодически.
Лауреатами становились писатели, редакторы, художник, космонавт, библиографы, деятели фэндома, даже целые редакторские коллективы.
Автором и создателем приза был Виктор Васильевич Саргин, екатеринбургский мастер-камнерез, готовивший для «Аэлиты» все призы. Вид приза один раз кардинально изменился. В 2008 году приз был сделан другим мастером.

## Лауреаты премии
- 1987 — Георгий Гуревич
- 1988 — Дмитрий Биленкин, Виталий Бугров
- 1989 — Георгий Гречко
- 1990 — Виталий Бабенко
- 1991 — Игорь Халымбаджа
- 1992 — Андрей Балабуха
- 1993 — вручение не проводилось
- 1994 — вручение не проводилось
- 1997 — Евгения Стерлигова
- 1998 — Александр Каширин
- 1999 — Александр Сидорович
- 2000 — Нина Беркова
- 2001 — Владимир Борисов
- 2002 — Белла Клюева
- 2003 — Дмитрий Ватолин
- 2004 — Александр Шалганов
- 2005 — Дмитрий Байкалов
- 2006 — вручение не проводилось
- 2007 — вручение не проводилось
- 2008 — Журнал «Мир фантастики»
- 2009 — вручение не проводилось
- 2010 — Ник Романецкий
- 2011 — Борис Стругацкий, администрация сайта Фантлаб
- 2013 — Андрей Ермолаев, создатель Зиланткона и администратор Фантлаба